# Вулиця Академіка Катерини Ющенко
Ву́лиця Академіка Катерини Ющенко — вулиця в Шевченківському районі міста Львова, в місцевості Підзамче, що починається від будинку на вулиці Союзу Українок, 14 та упирається в тильну браму Львівського радіоремонтного заводу.

## Історія
Вулиця була прокладена близько 1910 року як продовження тодішньої вулиці П'ястів (нинішня вулиця Союзу Українок) та мала сполучатися з вулицею Святого Мартина (нинішня вулиця Жовківська). У 1913 році отримала назву — вулиця Любомирських, на згадку про польську магнатську родину Любомирських, яким належала фабрика сільськогосподарських машин (заснована ще перед 1850 року Фердинандом Пітчем) та ливарня, що прилягала до парного боку вулиці. Під час німецької окупації назву змінили на Зеленєвскіґассе, вшановуючи Людвика Зеленєвського — одного з наступних власників фабрики сільськогосподарських машин «S. A. L. Zieleniewski i Fitzner-Gamper». Після другого приходу совітів у липні 1944 року на нетривалий час повернута передвоєнна назва — вулиця Любомирських. І вже у 1946 році вулицю було перейменовано, на честь російського математика, письменниці Софії Ковалевської, яка походила з українського шляхетського роду Корвин-Круковських. Рішенням виконавчого комітету Львівської міської ради від 29 вересня 2022 року вулицю Ковалевської перейменовано на вул. Академіка Катерини Ющенко, на пошану української науковиці в галузі кібернетики Катерини Ющенко.

## Забудова
Вулиця Академіка Катерини Ющенко забудована триповерховими кам'яницями, зведеними наприкінці XIX — на початку XX століття у стилях класицизму та сецесії. Усі будинки розташовані з непарного боку вулиці. До парного боку вулиці прилягає територія львівського радіоремонтного заводу, розташованого на вул. Жовківській.
Будинки
№ 1 (колишня адреса — вул. Любомирських, 1 / вул. П'ястів, 14) — триповерхова кам'яниця, власниками якої у міжвоєнний період були Фріда Майєр і спілка. Нині будинку № 1 на вул. Академіка Катерини Ющенко не існує, а будинок під № 14 належить до сусідньої вулиці Союзу Українок.
№ 2 (колишня адреса — вул. Любомирських, 2). У міжвоєнний період власником будинку була фабрика сільськогосподарських машин «S. A. L. Zieleniewski i Fitzner-Gamper». Нині будинку № 2 на вул. Академіка Катерини Ющенко не існує.
№ 3 (колишня адреса — вул. Любомирських, 3) — триповерхова кам'яниця зведена у 1914 році у стилістиці раціональної постсецесії з характерним для нього декором. Будинок зберіг деякі риси недовершеності, зокрема просту дерев'яну браму, на відміну від сусідніх кам'яниць. Вочевидь, на перешкоді став початок першої світової війни або ж іпотечна заборгованість власників, бо вже у 1916 році власником будинку стає Іпотечний банк. У міжвоєнний період власниками будинку була Елла Ейдельшелмова.